# Station Hengelo Oost
Station Hengelo Oost (verkorting: Hglo) ligt aan de lijn Almelo – Oldenzaal – Salzbergen, tussen de stations Hengelo en Oldenzaal. Het station werd geopend in 1975.
Het ligt aan de Zwavertsweg op de grens tussen de Hengelose wijken Groot Driene en Klein Driene, dicht bij de rooms-katholieke kerk en Sportvereniging Juliana '32.
Het station heeft twee perrons, in bajonetligging, aan weerszijden van een overweg. Op beide perrons staat een abri. In beide richtingen stopt twee keer per uur een stoptrein van Keolis.
De nuttige perronlengte is 110 meter, hierdoor kunnen lange treinen niet stoppen op station Hengelo Oost.

## Afbeeldingen

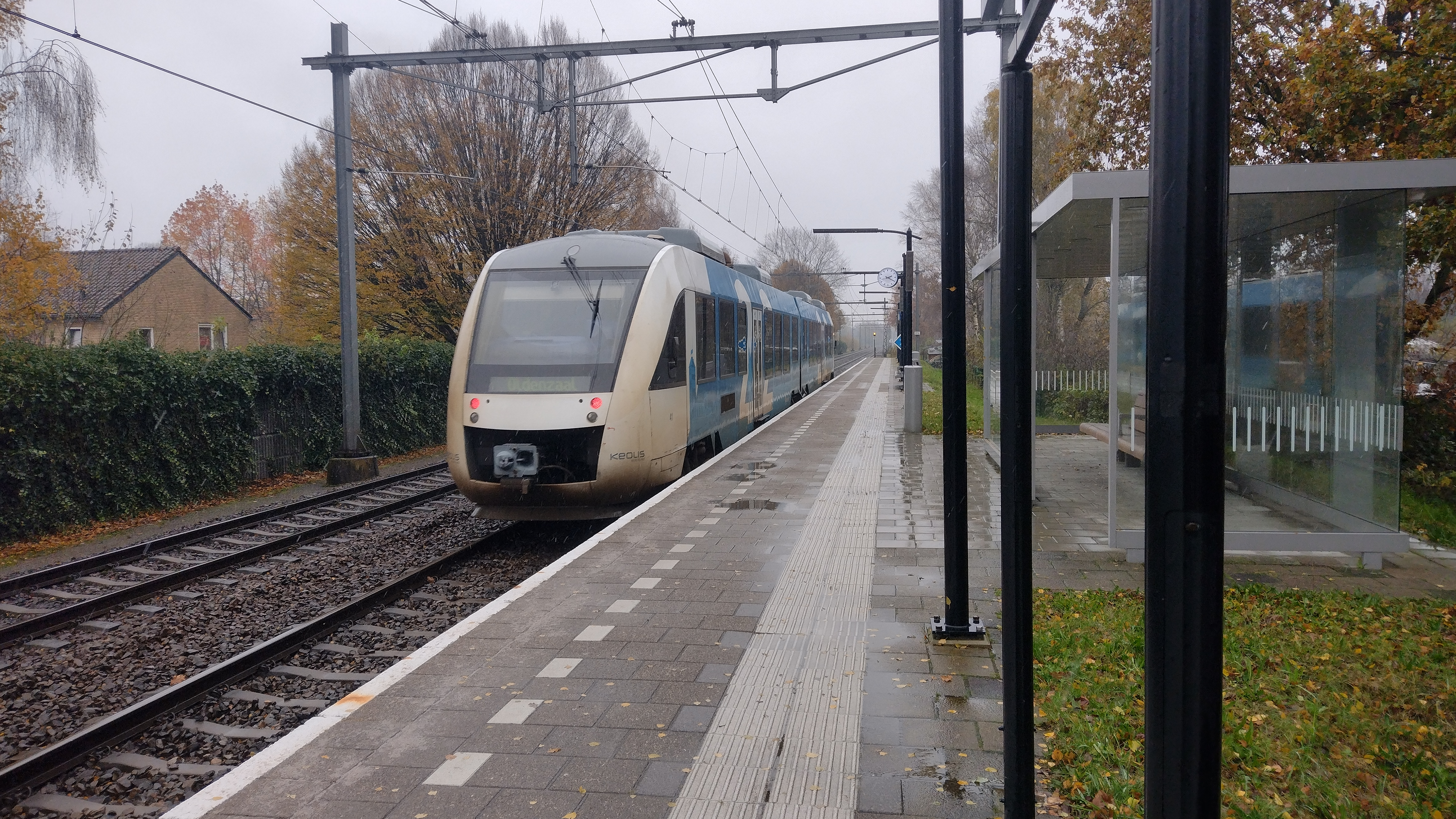
Trein richting Oldenzaal op het station
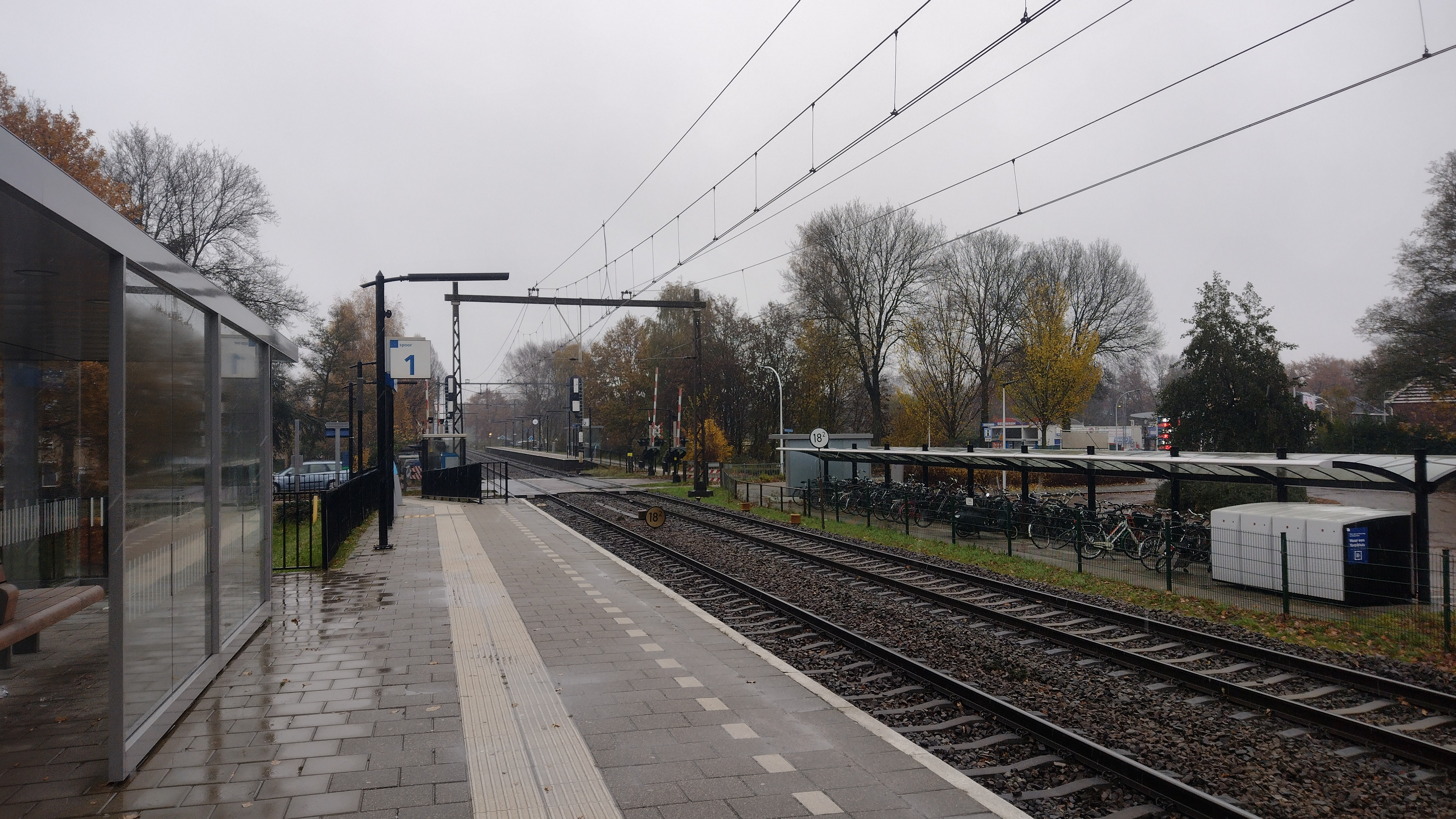
Perrons
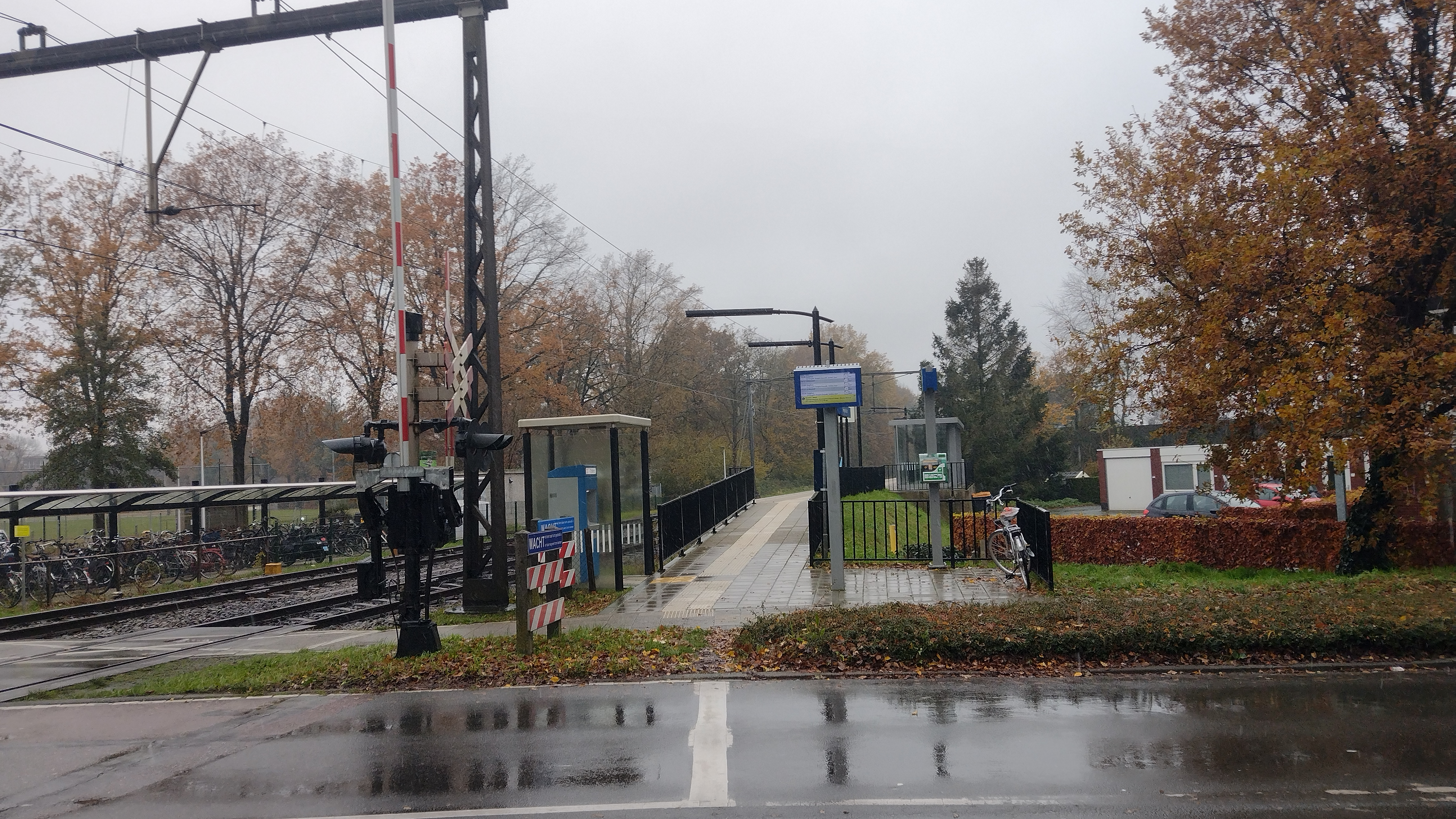
Perrontoegang

## Treinen
In de dienstregeling 2025 wordt het station aangedaan door de volgende treinserie:
| Serie       | Treinsoort         | Route                                        | Bijzonderheden          |
| ----------- | ------------------ | -------------------------------------------- | ----------------------- |
| 31200 RS 24 | Stoptrein (Arriva) | Zutphen – Hengelo – Hengelo Oost – Oldenzaal | Onderdeel van Blauwnet. |

0,8: Almelo ·
2,7: Almelo de Riet ·
7,1: Zenderen ·
10,1: Borne ·
15,4: Hengelo ·
Hengelo GOLS ·
17,2: Hengelo Oost ·
26,2: Oldenzaal ·
16,7: Gildehaus ·
13,7: Bad Bentheim ·
Bad Bentheim Nord ·
9,3: Schüttorf ·
0,0: Salzbergen
Almelo · 
-De Riet · 
Borne · 
Daarlerveen · 
Dalfsen · 
Delden · 
Deventer · 
-Colmschate · 
Enschede · 
-De Eschmarke · 
-Kennispark · 
Glanerbrug · 
Goor · 
Gramsbergen · 
Hardenberg · 
Heino · 
Hengelo · 
-Gezondheidspark ·
-Oost · 
Holten · 
Kampen · 
-Zuid ·
Mariënberg · 
Nijverdal · 
Oldenzaal ·
Olst · 
Ommen · 
Raalte ·
Rijssen · 
Steenwijk · 
Vriezenveen · 
Vroomshoop · 
Wierden · 
Wijhe · 
Zwolle · 
-Stadshagen
Stations van de Museum Buurtspoorweg:
Haaksbergen · Zoutindustrie · Boekelo

Voormalige stations: zie de lijst van voormalige spoorwegstations in Overijssel